# Sinophorus planus
Sinophorus planus är en stekelart som beskrevs av Sanborne 1984. Sinophorus planus ingår i släktet Sinophorus och familjen brokparasitsteklar. Inga underarter finns listade i Catalogue of Life.